# Kotlina Sokołowska
Kotlina Sokołowska – kotlina w Sudetach Środkowych, w Górach Kamiennych, w paśmie Gór Suchych.

## Charakterystyka
Kotlina Sokołowska jest to niewielkie śródgórskie obniżenie (ok. 600 m n.p.m.), położone wśród Gór Suchych. Od południa, zachodu i wschodu kotlinę ograniczają Góry Suche, a od południa graniczy ono z Wyżyną Unisławską.
Jest to kotlina śródgórska wypreparowana w czerwonych łupkach ilastych i piaskowcach permskich, otoczona charakterystycznymi górami o powulkanicznych kształtach.
Krajobraz kotliny jest wyżynny. Najwyższe wzniesienia nie przekraczają 600 m n.p.m. Cały obszar jest pofałdowany, łagodny, porośnięty lasem. Jest to teren średnio zaludniony, większość obszaru zajmują lasy i łąki. Krajobraz przeobrażony, zurbanizowany.
Przeważają gleby gliniaste i szkieletowe.
W centralnej części kotliny leży miejscowość Sokołowsko.

## Klimat
Położenie fizycznogeograficzne oraz masyw gór otaczających sprawiają, że nad kotliną ścierają się różnorodne masy powietrzne, wpływające na kształtowanie się typów pogody i zjawisk atmosferycznych tego mezoregionu. Obszar kotliny odznacza się specyficznym, surowym klimatem (mrozowiska). Pory roku są łatwo rozpoznawalne i wyznaczane przez przebieg temperatury: ciepła i wilgotna wiosna, ciepłe i często suche lato, chłodna i wilgotna jesień oraz mroźna zima ze znacznymi opadami śniegu. Zachmurzenie średnie występuje w okresie jesienno-zimowym, najmniejsze w lecie. Opadom często towarzyszą gwałtowne burze z wyładowaniami.

## Wody
Kotlina Sokołowska należy do dorzecza Odry. Najdłuższym ciekiem wodnym kotliny jest potok Sokołowiec, który wraz ze swoimi dopływami odwadnia kotlinę spływając do Ścinawki.

## Zabytki i atrakcje turystyczne
- Zespół obiektów sanatoryjnych, w szczególności dawne sanatorium Grunwald w Sokołowsku wybudowane w latach 1860–1861.
- cerkiew św. Michała Archanioła w Sokołowsku wybudowane w latach 1899–1901
- unikalne w skali kraju krajobrazy górskie, objęte ochroną w ramach utworzonego 17 grudnia 1998 r. Parku Krajobrazowego Sudety Wałbrzyskie
- ruiny kamiennego, gotyckiego zamku Radosno z XII wieku, wzniesionego przez Bolka I
- rzymskokatolicki kościół parafialny pw. Matki Bożej Królowej Świata
- zabytkowe parki z altanami, rzeźbami i fontannami.

Przez kotlinę prowadzą szlaki turystyczne: czerwony, czarny, zielony i niebieski.